# Svet za promet, telekomunikacije in energijo
Svet za promet, telekomunikacije in energijo (kratica: TTE) je sestava Sveta Evropske unije, ki jo sestavljajo ministri za promet, energetiko in telekomunikacije. Število sej na leto in njihova sestava sta odvisna od dnevnega reda:
- ministri za promet se običajno sestanejo štirikrat na leto
- ministri za energetiko se sestanejo trikrat ali štirikrat na leto
- ministri za telekomunikacije se sestanejo dvakrat letno

Cilj te sestave Sveta je izpolniti cilje EU na področju prometa, telekomunikacij in energetike, kot so vzpostavitev sodobnih, konkurenčnih in učinkovitih trgov in infrastrukture ter ustvarjanje vseevropskih prometnih, komunikacijskih in energetskih omrežij. Ustanovljen je bil junija 2002 po združitvi treh področij politike v eno konfiguracijo Sveta.
Člana Sveta iz Slovenija sta minister za infrastrukturo in minister za javno upravo.